# Cây ước nguyện

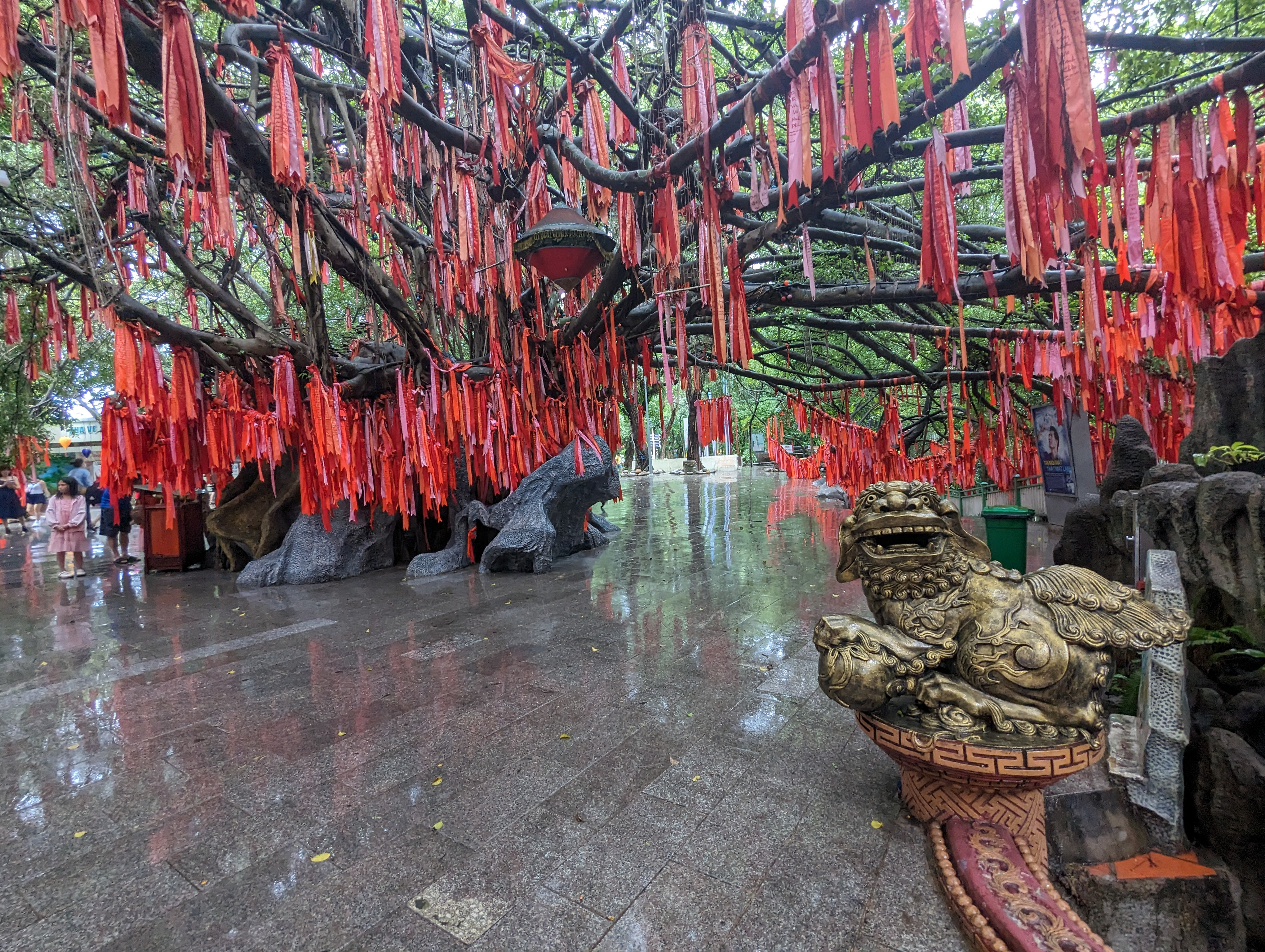
Cây ước nguyện ở Khu du lịch Văn hóa Suối Tiên

Cây ước nguyện (Wish tree) là những loại cây mà người ta sẽ cầu ơn, thổ lộ những điều ước nguyện và đảnh lễ tại đó. Cây ước nguyện được xem là có giá trị về mặt tôn giáo hoặc tâm linh. Những người thực hiện nghi thức nguyên ước hy vọng có được một điều ước hoặc một lời cầu nguyện được đáp lại từ một linh hồn thiên nhiên, vị thánh hoặc nữ thần, tùy thuộc vào tín ngưỡng địa phương. Một trong những hình thức cây ước nguyện đã được thấy ở các vùng của Scotland, miền Bắc nước Anh và Wales, nơi mà người ta đánh lễ bằng những đồng xu dưới cây ước nguyện. Trong nhiều năm, người ta đã đúc tiền xu vào gốc cây và thân cây như một loại lễ tạ ơn để thực hiện một điều ước.
Thường thì người ta sẽ treo những dải vải nhỏ, ruy băng hoặc hạt cầu nguyện sẽ được buộc vào thân cây như một nghi lễ chữa bệnh hoặc cầu mong sức khỏe an khang, điều này phổ biến ở Scotland, Ireland và Cornwall. Ở Nhật Bản có lễ Tanabata. Trong văn hóa dân gian Thái Lan có một số linh hồn hoặc tiên nữ liên quan đến cây cối được gọi chung là Nang Mai (นางไม้;) trong số đó thì người nổi tiếng nhất là Nang Ta-khian. Cây Táo Wassail là một hình thức truyền thống được thực hiện ở West Country, Anh. Những người hát rong đến thăm vườn cây ăn quả và họ đọc một câu thần chú, để một cái bánh mì nước trên cành cây và đổ rượu táo lên rễ cây. Mục đích của buổi lễ là để cầu phúc cho cây táo và đảm bảo năng suất tốt, mau mắn cho thu hoạch. Trong văn hóa dân gian có một câu nguyện ước trong bài đồng dao là Này cây tro, cây tần bì, Xin hãy mua lấy những mụn cóc này của tôi.